# Крај Горњи (Марија Горица)
Крај Горњи је насељено место у саставу општине Марија Горица у Загребачкој жупанији, Хрватска. До територијалне реорганизације у Хрватској налазио се у саставу старе загребачке приградске општине Запрешић.

## Историја
Насеље је настало новом територијалном организацијом у Хрватској. Бивше насеље Крај Горњи је подељено 2001. године, између општина Дубравица и Марија Горица.

## Становништво
На попису становништва 2011. године, Крај Горњи је имао 146 становника. За попис 1991. године, погледати под Крај Горњи.